# Imihet
Imihet vagy Meh az ókori Egyiptom protodinasztikus korának királya volt, aki a Nílus deltavidékén uralkodott a 0. dinasztiával egy időben. Neve a palermói kő királylistáján és néhány alsó-egyiptomi feliraton  szerepel. Uralkodásával összefüggő tárgyi lelet eddig nem került elő. Neve többféleképp olvasható, az jmj.ḫt olvasat jelentése Ludwig David Morenz szerint „az istenek tartóoszlopa”.

## Fordítás
- Ez a szócikk részben vagy egészben  az   Imichet című német Wikipédia-szócikk ezen változatának fordításán alapul.  Az eredeti cikk szerkesztőit annak laptörténete sorolja fel. Ez a jelzés csupán a megfogalmazás eredetét és a szerzői jogokat jelzi, nem szolgál a cikkben szereplő információk forrásmegjelöléseként.
- Ez a szócikk részben vagy egészben  a   Mekh című angol Wikipédia-szócikk ezen változatának fordításán alapul.  Az eredeti cikk szerkesztőit annak laptörténete sorolja fel. Ez a jelzés csupán a megfogalmazás eredetét és a szerzői jogokat jelzi, nem szolgál a cikkben szereplő információk forrásmegjelöléseként.